# Racing Mechelen

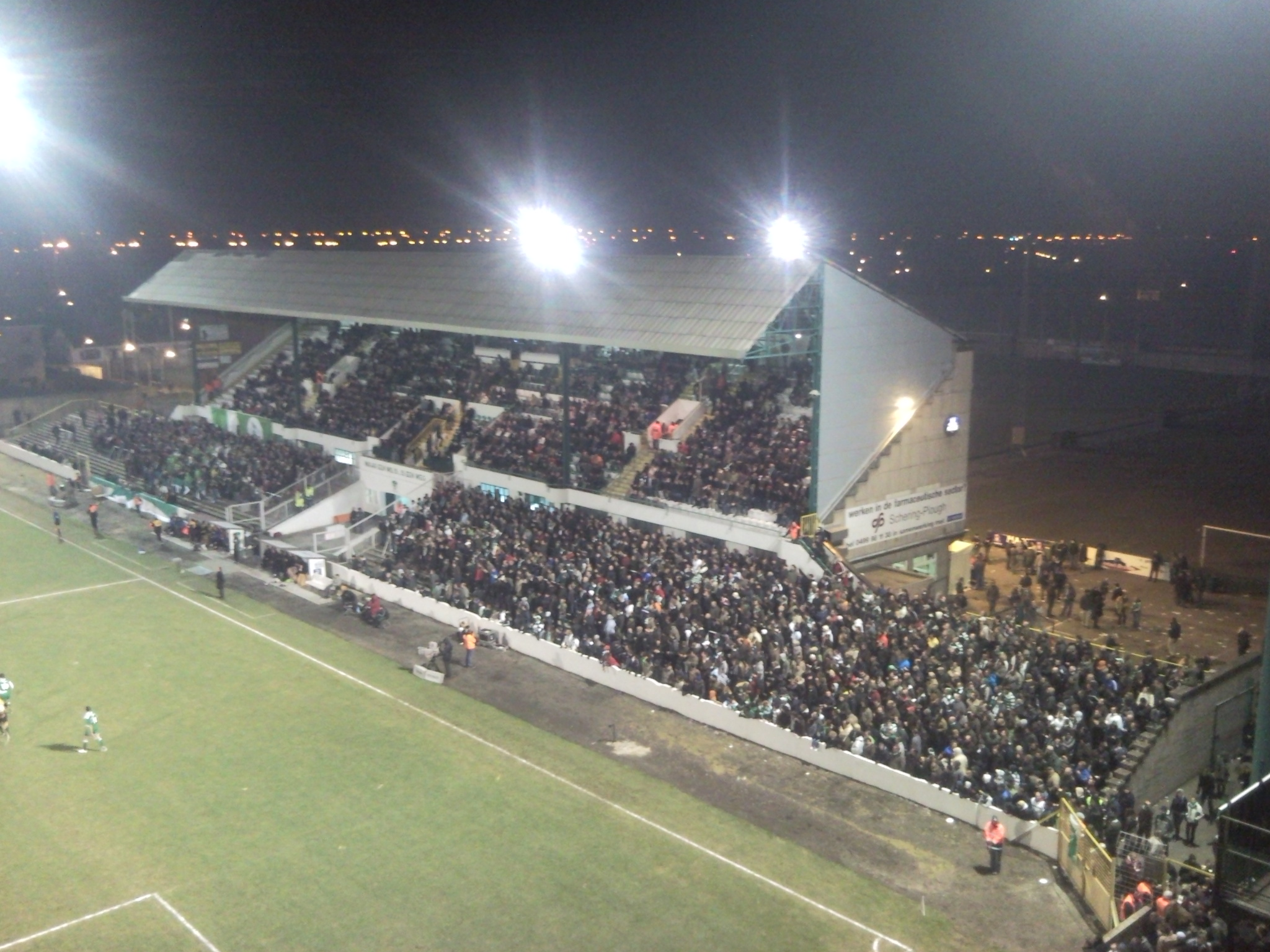
Hoofdtribune

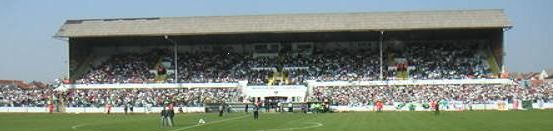
3 april 2005, voor de derby

Racing Mechelen is een Belgische voetbalclub uit Mechelen-Noord. De club is ontstaan in 1904  en is bij de Koninklijke Belgische Voetbalbond aangesloten met stamnummer 24. De club beleefde haar meest succesvolle periode onder leiding van aanvaller Rik De Saedeleer in de jaren 50. Racing Mechelen speelt in het Oscar Vankesbeeckstadion en voetbalde, afgezien van twee seizoenen, altijd in de nationale reeksen.

## Geschiedenis

### Eerste jaren
De club werd begin juli 1904 als Racing Club de Malines opgericht door vier studenten van het Mechelse Atheneum. In de beginmaanden werden geen reglementair georganiseerde matchen gespeeld. De leden speelden onderling tegen elkaar op militaire trainingsvelden in Mechelen-Noord. Vanaf 1905 kon de club één keer per week een "deftig" veld gebruiken in de Mechelse wijk Kauwendael. Op dit terrein werd op donderdag 20 april 1905 de eerste officiële vriendenwedstrijd gespeeld tegen een club van een Franstalige school uit Antwerpen, het Rachez-instituut.
Op 28 mei 1905 vond op hetzelfde veld een volgende officiële vriendenwedstrijd plaats, tegen Kuregem.
Op 19 juni 1905 voerde Racing op een maandelijkse vergadering een heus reglement in en werd Oscar Vankesbeeck op 18-jarige leeftijd tot voorzitter verkozen.

### 1906: Eerste deftige terreinen aan de Slachthuisvest
Op 18 februari 1906 trok Racing Mechelen naar het Rode Kruisplein (toen Slachthuisvest), waar het een veld verworven had. De kleedkamers waren in een herberg in de nabijgelegen Nonnenstraat. Het terrein lag parallel met de ring, vlak naast het toenmalige slachthuis.
Het stadion werd in het najaar van 1906 200 meter noordwaarts verplaatst, met opgehoogde grond uit de pas aangelegde Afleidingsdijle. De grote waterwerken aan de Dijle waren trouwens de reden van de deze verhuizing. Op 21 december 1906 werd het stadion voor de wedstrijd tegen Berchem Sport ingewijd met de naam "Stadion der Dijle". Hier zou de club tot in 1909 zijn thuiswedstrijden afwerken.
Gezien de ligging van het terrein, in de onmiddellijke buurt van de kroostrijke arbeidersbuurten, kon de club massaal rekruteren uit de grote aanwezigheid van jeugd. In 1926, 20 jaar na aansluiting bij de KBVB, beschikte Racing zo over niet minder dan 11 kadettenploegen.
De groen-witte clubkleuren werden definitief gekozen in mei 1906. De aanvraag tot toetreding tot de KBVB gebeurde vóór 10 juli 1906, de uiterste datum door de bond vooropgesteld om deel te kunnen nemen aan het seizoen 1906-1907.
Racing werd op 22 juni 1906 lid van de UBSSA en trad vanaf 1907 aan in de Eerste Afdeling, de huidige Tweede Klasse. In 1909 won de club daar zijn reeks en speelde zo in 1910 voor het eerst op het hoogste niveau.

### 1910: Paleisrevolutie en nieuw terrein aan de Oude Liersebaan
De plotse groei eiste zijn tol. Racing speelde wel op het hoogste niveau, maar er waren ernstige financiële moeilijkheden. Het bestuur werd herschikt en de teruggekeerde Oscar Vankesbeeck verkreeg "onbeperkte macht" op financieel gebied. Racing kon zich tijdens het seizoen 1910-1911 op het hoogste niveau handhaven. Na twee seizoenen zakte Racing echter opnieuw naar Tweede Klasse. Vlak voor de Eerste Wereldoorlog pakte Racing daar opnieuw de titel.
Van 1909 tot 1918 speelde de club in een stadion aan de Oude Liersebaan. Dit complex telde twee ingangen. Naar de houten tribune ging de elite ging binnen via de Oude Liersebaan, de volksplaatsen kon men betreden via de Pennepoelstraat.
Op 28 augustus 1910 werd in het stadion van Racing Mechelen een expositiewedstrijd in de Ierse sport of hurling gespeeld. De wedstrijd werd georganiseerd als onderdeel van een pan-Keltisch congres in Brussel. Cork speelde Tipperary, met Cork die 5-3 wint.

### 1919-1937: Lange periode op hoog niveau en terugkeer naar de Slachthuisvest, nadien Antwerpsesteenweg
Pas na de Eerste Wereldoorlog kon Racing weer van start gaan in de Ereafdeling. Ditmaal kon de club zich daar langer handhaven: alleen in het seizoen 1924/25 speelde Racing nog even een seizoen in Tweede Klasse. Bij het 25-jarige bestaan in 1929 kreeg de club het koninklijke predicaat en werd Racing Club de Malines Société Royale (RC Malines SR). De club floreerde en eindigde zowel in 1929 als 1930 derde in de eindstand. Tijdens deze jaren leverde Racing ook een paar Rode Duivels.
Van 1918 tot 1923 speelde de club weer op het Rode Kruisplein, daarna werd uitgeweken uit naar een nieuw voetbalcomplex een beetje verderop aan de Antwerpsesteenweg, het tegenwoordige Oscar Vankesbeeckstadion. Dat is nog altijd getooid met de leuze van de club: "Waar een wil is, is een weg".

### 1937: Korte terugval tot vlak na oorlog
In 1937 werd de ploeg laatste, na slechts één overwinning en vijf gelijke spelen in een volledig seizoen, en zakte terug naar Tweede Klasse. De naam van de club werd dat jaar vervlaamst tot Racing Club Mechelen Koninklijke Maatschappij (RC Mechelen KM). Meerdere clubspelers werden tijdens de Tweede Wereldoorlog gedwongen naar Duitsland gestuurd om te werken.

### 1948-1955: Glansperiode
Na de Tweede Wereldoorlog, in 1947/48, slaagde Racing erin zijn reeks in Tweede Klasse te winnen en kon zo terugkeren naar de Eerste Klasse. Bij het begin van de jaren 50 beleefde Racing zijn gloriejaren, met de 3e plaats in 1950 en in 1951. In 1952 werd Racing vicekampioen, na RFC Liégeois. Racing haalde in 1954 de finale van de Beker van België, maar ging daarin onderuit tegen Standard.

### 1958: Definitieve terugval
In 1957 werd de naam nog eens veranderd, nu in Koninklijke Racing Club Mechelen (KRC Mechelen). De club kende echter een moeilijke periode: in 1958 zakte Racing terug naar Tweede Klasse en twee seizoenen later zelfs naar Derde Klasse. Tijdens de rest van de jaren 60 sprong Racing op en neer tussen Tweede en Derde klasse, tot het in 1975 nog eens de titel kon veroveren in Tweede Klasse. KRC Mechelen promoveerde weer naar Eerste Klasse, maar werd daar in 1975/76 laatste en zakte na één seizoen terug naar Tweede. Daar bleef de club spelen tot ze in 1988 eindelijk nog eens de titel pakte, en opnieuw naar de hoogste afdeling kon. Het verblijf was opnieuw van korte duur: na twee seizoenen zakte Racing weer naar tweede afdeling. In 1994 volgde een nieuwe degradatie, nu naar derde klasse, waar de club het volgende decennium met wisselend succes bleef spelen.

### De 21ste eeuw
In het seizoen 2003/2004 werd Racing na 13 jaar weer even herenigd met stadsgenoot YR KV Mechelen. De derby's tussen de twee Mechelse clubs brachten zelfs in derde klasse veel publiek op de been (telkens zo'n 10.000 toeschouwers). Op 1 februari 2004 won Racing zowaar nog eens op het veld van KV, dankzij een kopbaldoelpunt van Kris Slachmuylders.
In 2008 zette de club een sterke reeks neer in de Beker van België, waar ze eersteklassers GBA en Zulte Waregem uitschakelde. In de kwartfinale werd Racing uitgeloot tegen tweedeklasser Lierse SK en won de heenwedstrijd met 1-0, maar in de terugwedstrijd ging de ploeg kopje onder met 3-0. In de competitie haalde de ploeg de eindronde.
Op 18 mei 2009 overleed voorzitter Edmond Phlips. In datzelfde jaar besloot de club te gaan samenwerken met de Mexicaanse voetbalschool Cesifut. Er kwam ook een Mexicaanse geldschieter. De samenwerking resulteerde in een instroom van Mexicaanse spelers. Eind oktober 2009 nam trainer Regi Van Acker ontslag, omdat geldschieter Salvador Necochea zich te veel bemoeide met de sportieve gang van zaken en omdat hij zich niet meer kon vinden in de werkwijze van de club. Een groot deel van de bestuursleden en enkele kernspelers volgden zijn voorbeeld.
Na een tumultueus seizoen 2009/10 degradeerde Racing uiteindelijk voor de eerste keer in haar geschiedenis naar Vierde Klasse. Daar bleef het maar één seizoen en steeg het meteen terug naar Derde Klasse. Onder leiding van Raoul Peeters werd Racing kampioen na een 4-2-overwinning tegen SK Berlare. Racing beëindigde het seizoen met 68 punten, 10 punten meer dan vicekampioen Londerzeel SK.
In het eerste seizoen als (opnieuw) derdeklasser werd Racing 8e. Het jaar daarop, 2012-2013, werd de club vicekampioen achter Hoogstraten VV. Na een ruime periode van twee decennia in de twee laagste nationale reeksen gedwaald te hebben, steeg Racing uiteindelijk in het seizoen 2013/14 via de titel weer naar Tweede Klasse.

### Bijna failliet, op het nippertje gered
Die promotie eiste echter een zware tol: de club had haar (financiële) hand overspeeld. Het geld was op, de spelers konden niet betaald worden en vertrokken een voor een. Racing moest zijn resterende grond (hoofdveld en tribunes) verkopen om het grootste deel van de schulden te kunnen aflossen. Racing degradeerde al na één seizoen weer naar Derde Klasse. Daar werd de club meteen laatste en door de competitiehervorming volgde zelfs een dubbele degradatie: naar Derde Klasse Amateurs.
Ook op dat niveau had Racing het erg lastig. De financiële problemen bleven als een zwaard van Damocles boven de club hangen en in 2017 zakte Racing - voor het eerst in de geschiedenis - naar de provinciale reeksen.
Intussen was wel een nieuw bestuur gevormd, met jonge mensen erin. Samen met de laatste overgebleven "ouderen" brachten ze orde in de chaos en probeerden ze de financiële malaise het hoofd te bieden. Dat lukte voor een stuk, waardoor op sportief vlak meteen de terugkeer naar het nationale voetbal bereikt werd. Via de interprovinciale eindronde speelde Racing na 1 seizoen weer in de nationale reeksen. In die 3e amateur-reeks was de kern echter te zwak om het te redden, met opnieuw een degradatie naar 1e Provinciale Antwerpen tot gevolg.
In januari 2019 zette Racing de vernieuwing voort met de komst van een nieuwe voorzitter, ex-KBVB-topman François De Keersmaecker, en een nieuwe bestuurder, Michel Vanstallen. De resterende schulden werden weggewerkt en er waaide meteen een nieuwe wind door het Oscar Vankesbeeckstadion. In maart 2020 stond de eerste ploeg op de 2e plaats en door de stopzetting van de competitie in de coronacrisis kon Racing dankzij die 2e plaats (en de vrijwillige degradatie van een andere Antwerpse club uit een hogere reeks) de promotie naar 3e amateur vieren. Enkele maanden later kondigde Racing een partnership op jeugdniveau aan met de Belgische recordkampioen RSC Anderlecht.
Door corona viel het seizoen 2020-2021 al na 4 competitiewedstrijden in het water, maar 2021-2022 was opnieuw een campagne waarin Racing promoveerde. Het kwam in november aan de leiding na een overwinning op Diest en behield die koppositie tot het einde van het seizoen. 1 match voor het einde pakte Racing de titel en kon het op een zonnige zondagnamiddag met bijna 3.000 supporters in een sfeervol Oscar Vankesbeeckstadion de promotie naar 2e amateur vieren.

## Erelijst
Racing Mechelen behaalde nooit grote trofeeën, maar was er wel enkele keren dichtbij.
Belgische landskampioenschap
tweede (1): 1951/52
derde (4): 1928/29, 1929/30, 1949/50, 1950/51
Belgische tweede klasse
winnaar (4): 1909/10, 1947/48, 1974/75, 1987/88
tweede (5): 1913/14, 1924/25, 1938/39, 1945/46, 1984/85
derde (4): 1908/09, 1937/38, 1946/47, 1970/71
Belgische derde klasse
winnaar (4): 1961/62, 1965/66, 1968/69, 2013/14
tweede (1): 2012/13
Beker van België
finalist (1): 1953/54 (3-1 nederlaag tegen Standard Luik)
Individuele trofeeën
Een speler behaalde een trofee toen hij voor de club speelde:
Belgische topscorer
1952 (Jozef Mannaerts)
Belgische tweede klasse topscorer
1939 (Martin Devroe), 1948 (Jozef Mannaerts), 1973 (Hans Posthumus), 1988 (Luc Leys)

## Resultaten
| Seizoen                                                            | Klasse | Klasse | Klasse | Klasse | Klasse |     | Reeks                                     | Punten                                    | Opmerkingen                                                                               | Beker van België |
|                                                                    | I      | I      | D.I    | D.II   | P.II   |     |                                           |                                           |                                                                                           | Beker van België |
| ------------------------------------------------------------------ | ------ | ------ | ------ | ------ | ------ | --- | ----------------------------------------- | ----------------------------------------- | ----------------------------------------------------------------------------------------- | ---------------- |
| Als RC Malines (Racing Club de Malines)                            |        |        |        |        |        |     |                                           |                                           |                                                                                           |                  |
| 1906/07                                                            |        |        |        | 1      |        |     | Prov. 2de afdeling                        | 18                                        |                                                                                           |                  |
| 1907/08                                                            |        |        | 6      |        |        |     | Division 1                                | 6                                         | Racing werd tweede van de provincie Antwerpen. Nadien werd het zesde in de eindronde.     |                  |
| 1908/09                                                            |        |        | 3      |        |        |     | Division 1                                | 22                                        | Racing werd kampioen van de provincie Antwerpen. Nadien werd het derde in de eindronde.   |                  |
|                                                                    | I      | I      | II     | P.I    | P.II   |     | Vanaf 1909/10 zijn er 2 nationale niveaus | Vanaf 1909/10 zijn er 2 nationale niveaus | Vanaf 1909/10 zijn er 2 nationale niveaus                                                 | Beker            |
| 1909/10                                                            |        |        | 1      |        |        |     | Eerste Afdeling                           | 35                                        |                                                                                           |                  |
| 1910/11                                                            | 8      | 8      |        |        |        |     | Ere Afdeling                              | 18                                        |                                                                                           |                  |
| 1911/12                                                            | 11     | 11     |        |        |        |     | Ere Afdeling                              | 13                                        |                                                                                           | 1/8              |
| 1912/13                                                            |        |        | 4      |        |        |     | Eerste Afdeling                           | 29                                        |                                                                                           | 1/8              |
| 1913/14                                                            |        |        | 2      |        |        |     | Eerste Afdeling                           | 35                                        | Promotie als vice-kampioen                                                                | 1/4              |
|                                                                    |        |        |        |        |        |     |                                           |                                           | Door de Eerste Wereldoorlog werden er vanaf 1914 tot 1919 geen competities georganiseerd. |                  |
| 1919/20                                                            | 6      | 6      |        |        |        |     | Ere Afdeling                              | 24                                        |                                                                                           |                  |
| 1920/21                                                            | 10     | 10     |        |        |        |     | Ere Afdeling                              | 15                                        |                                                                                           |                  |
| 1921/22                                                            | 7      | 7      |        |        |        |     | Ere Afdeling                              | 26                                        |                                                                                           |                  |
| 1922/23                                                            | 11     | 11     |        |        |        |     | Ere Afdeling                              | 19                                        |                                                                                           |                  |
| 1923/24                                                            | 12     | 12     |        |        |        |     | Ere Afdeling                              | 19                                        |                                                                                           |                  |
| 1924/25                                                            |        |        | 2      |        |        |     | Eerste Afdeling A                         | 42                                        | Testwedstrijden voor promotie tegen Liersche SK werden gewonnen met 0-1 en 7-1.           |                  |
| 1925/26                                                            | 8      | 8      |        |        |        |     | Ere Afdeling                              | 27                                        |                                                                                           |                  |
|                                                                    | I      | I      | II     | III    | P.I    |     |                                           | Vanaf 1926/27 zijn er 3 nationale niveaus | Vanaf 1926/27 zijn er 3 nationale niveaus                                                 | Beker            |
| 1926/27                                                            | 10     | 10     |        |        |        |     | Ere Afdeling                              | 24                                        | Geen deelname aan de Beker van België.                                                    | /                |
| 1927/28                                                            | 10     | 10     |        |        |        |     | Ere Afdeling                              | 22                                        | Tweede in play-off tegen degradatie.                                                      |                  |
| 1928/29                                                            | 3      | 3      |        |        |        |     | Ere Afdeling                              | 31                                        |                                                                                           |                  |
| Als RC Malines SR (Racing Club de Malines Société Royale)          |        |        |        |        |        |     |                                           |                                           |                                                                                           |                  |
| 1929/30                                                            | 3      | 3      |        |        |        |     | Ere Afdeling                              | 31                                        |                                                                                           |                  |
| 1930/31                                                            | 10     | 10     |        |        |        |     | Ere Afdeling                              | 23                                        |                                                                                           |                  |
| 1931/32                                                            | 12     | 12     |        |        |        |     | Ere Afdeling                              | 24                                        |                                                                                           |                  |
| 1932/33                                                            | 11     | 11     |        |        |        |     | Ere Afdeling                              | 20                                        |                                                                                           |                  |
| 1933/34                                                            | 11     | 11     |        |        |        |     | Ere Afdeling                              | 20                                        |                                                                                           |                  |
| 1934/35                                                            | 8      | 8      |        |        |        |     | Ere Afdeling                              | 23                                        | Geen deelname aan de Beker van België.                                                    | /                |
| 1935/36                                                            | 12     | 12     |        |        |        |     | Ere Afdeling                              | 20                                        |                                                                                           |                  |
| 1936/37                                                            | 14     | 14     |        |        |        |     | Ere Afdeling                              | 7                                         |                                                                                           |                  |
| Als RC Mechelen KM (Racing Club Mechelen Koninklijke Maatschappij) |        |        |        |        |        |     |                                           |                                           |                                                                                           |                  |
| 1937/38                                                            |        |        | 3      |        |        |     | Eerste Afdeling B                         | 35                                        |                                                                                           |                  |
| 1938/39                                                            |        |        | 2      |        |        |     | Eerste Afdeling B                         | 38                                        | Testwedstrijd voor promotie tegen Tilleur FC werd verloren met 1-0.                       |                  |
| 1939/40                                                            |        |        |        |        |        |     |                                           |                                           | oorlog                                                                                    |                  |
| 1940/41                                                            |        |        |        |        |        |     |                                           |                                           | oorlog                                                                                    |                  |
| 1941/42                                                            |        |        | 11     |        |        |     | Eerste Afdeling A                         | 22                                        |                                                                                           |                  |
| 1942/43                                                            |        |        | 6      |        |        |     | Eerste Afdeling A                         | 39                                        |                                                                                           |                  |
| 1943/44                                                            |        |        | 8      |        |        |     | Eerste Afdeling B                         | 26                                        |                                                                                           |                  |
| 1944/45                                                            |        |        |        |        |        |     |                                           |                                           | oorlog                                                                                    |                  |
| 1945/46                                                            |        |        | 2      |        |        |     | Eerste Afdeling B                         | 50                                        |                                                                                           |                  |
| 1946/47                                                            |        |        | 3      |        |        |     | Eerste Afdeling B                         | 48                                        |                                                                                           |                  |
| 1947/48                                                            |        |        | 1      |        |        |     | Eerste Afdeling A                         | 49                                        |                                                                                           |                  |
| 1948/49                                                            | 5      | 5      |        |        |        |     | Ere Afdeling                              | 34                                        | [ 9 ]                                                                                     |                  |
| 1949/50                                                            | 3      | 3      |        |        |        |     | Ere Afdeling                              | 38                                        |                                                                                           |                  |
| 1950/51                                                            | 3      | 3      |        |        |        |     | Ere Afdeling                              | 36                                        |                                                                                           |                  |
| 1951/52                                                            | 2      | 2      |        |        |        |     | Ere Afdeling                              | 40                                        | Jozef Mannaerts werd topschutter.                                                         |                  |
|                                                                    | I      | I      | II     | III    | IV     | P.I | Vanaf 1952/53 zijn er 4 nationale niveaus | Vanaf 1952/53 zijn er 4 nationale niveaus | Vanaf 1952/53 zijn er 4 nationale niveaus                                                 | Beker            |
| 1952/53                                                            | 4      | 4      |        |        |        |     | Eerste Klasse                             | 34                                        |                                                                                           |                  |
| 1953/54                                                            | 6      | 6      |        |        |        |     | Eerste Klasse                             | 31                                        |                                                                                           | Finale           |
| 1954/55                                                            | 13     | 13     |        |        |        |     | Eerste Klasse                             | 28                                        |                                                                                           | 1/2              |
| 1955/56                                                            | 5      | 5      |        |        |        |     | Eerste Klasse                             | 33                                        |                                                                                           | 1/4              |
| 1956/57                                                            | 14     | 14     |        |        |        |     | Eerste Klasse                             | 22                                        |                                                                                           |                  |
| Als KRC Mechelen (Koninklijke Racing Club Mechelen)                |        |        |        |        |        |     |                                           |                                           |                                                                                           |                  |
| 1957/58                                                            | 16     | 16     |        |        |        |     | Eerste Klasse                             | 16                                        |                                                                                           |                  |
| 1958/59                                                            |        |        | 11     |        |        |     | Tweede Klasse                             | 27                                        |                                                                                           |                  |
| 1959/60                                                            |        |        | 15     |        |        |     | Tweede Klasse                             | 23                                        |                                                                                           |                  |
| 1960/61                                                            |        |        |        | 4      |        |     | Derde Klasse A                            | 35                                        |                                                                                           |                  |
| 1961/62                                                            |        |        |        | 1      |        |     | Derde Klasse A                            | 45                                        |                                                                                           |                  |
| 1962/63                                                            |        |        | 11     |        |        |     | Tweede Klasse                             | 24                                        |                                                                                           |                  |
| 1963/64                                                            |        |        | 15     |        |        |     | Tweede Klasse                             | 20                                        |                                                                                           | 1/32             |
| 1964/65                                                            |        |        |        | 5      |        |     | Derde Klasse A                            | 32                                        |                                                                                           | 1/32             |
| 1965/66                                                            |        |        |        | 1      |        |     | Derde Klasse A                            | 44                                        |                                                                                           | 1/32             |
| 1966/67                                                            |        |        | 9      |        |        |     | Tweede Klasse                             | 32                                        |                                                                                           | 1/16             |
| 1967/68                                                            |        |        | 15     |        |        |     | Tweede Klasse                             | 20                                        |                                                                                           | 1/32             |
| 1968/69                                                            |        |        |        | 1      |        |     | Derde Klasse A                            | 42                                        |                                                                                           | 1/32             |
| 1969/70                                                            |        |        | 10     |        |        |     | Tweede Klasse                             | 28                                        |                                                                                           | 1/32             |
| 1970/71                                                            |        |        | 3      |        |        |     | Tweede Klasse                             | 43                                        |                                                                                           | 1/4              |
| 1971/72                                                            |        |        | 13     |        |        |     | Tweede Klasse                             | 26                                        |                                                                                           | 1/2              |
| 1972/73                                                            |        |        | 4      |        |        |     | Tweede Klasse                             | 33                                        |                                                                                           | 5R               |
| 1973/74                                                            |        |        | 6      |        |        |     | Tweede Klasse                             | 33                                        |                                                                                           | 1/4              |
| 1974/75                                                            |        |        | 1      |        |        |     | Tweede Klasse                             | 41                                        |                                                                                           | 1/16             |
| 1975/76                                                            | 19     | 19     |        |        |        |     | Eerste Klasse                             | 20                                        |                                                                                           | 1/4              |
| 1976/77                                                            |        |        | 6      |        |        |     | Tweede Klasse                             | 34                                        |                                                                                           | 1/32             |
| 1977/78                                                            |        |        | 11     |        |        |     | Tweede Klasse                             | 27                                        |                                                                                           | 1/16             |
| 1978/79                                                            |        |        | 6      |        |        |     | Tweede Klasse                             | 36                                        |                                                                                           | 1/16             |
| 1979/80                                                            |        |        | 7      |        |        |     | Tweede Klasse                             | 29                                        |                                                                                           | 1/16             |
| 1980/81                                                            |        |        | 12     |        |        |     | Tweede Klasse                             | 25                                        |                                                                                           | 1/8              |
| 1981/82                                                            |        |        | 12     |        |        |     | Tweede Klasse                             | 25                                        |                                                                                           | 1/16             |
| 1982/83                                                            |        |        | 5      |        |        |     | Tweede Klasse                             | 37                                        |                                                                                           | 1/16             |
| 1983/84                                                            |        |        | 4      |        |        |     | Tweede Klasse                             | 35                                        | Tweede plaats in een eindronde met Berchem Sport, SC Hasselt en Racing Jet de Bruxelles.  | 1/16             |
| 1984/85                                                            |        |        | 2      |        |        |     | Tweede Klasse                             | 41                                        | Laatste plaats in een eindronde met Sint-Truidense VV, FC Winterslag en Charleroi SC.     | 1/16             |
| 1985/86                                                            |        |        | 13     |        |        |     | Tweede Klasse                             | 27                                        |                                                                                           | 1/16             |
| 1986/87                                                            |        |        | 8      |        |        |     | Tweede Klasse                             | 30                                        |                                                                                           | 1/16             |
| 1987/88                                                            |        |        | 1      |        |        |     | Tweede Klasse                             | 41                                        |                                                                                           | 1/32             |
| 1988/89                                                            | 13     | 13     |        |        |        |     | Eerste Klasse                             | 28                                        |                                                                                           | 1/16             |
| 1989/90                                                            | 18     | 18     |        |        |        |     | Eerste Klasse                             | 21                                        |                                                                                           | 1/16             |
| 1990/91                                                            |        |        | 13     |        |        |     | Tweede Klasse                             | 26                                        |                                                                                           | 1/8              |
| 1991/92                                                            |        |        | 10     |        |        |     | Tweede Klasse                             | 28                                        |                                                                                           | 1/32             |
| 1992/93                                                            |        |        | 11     |        |        |     | Tweede Klasse                             | 26                                        |                                                                                           | 5R               |
| 1993/94                                                            |        |        | 16     |        |        |     | Tweede Klasse                             | 18                                        |                                                                                           | 4R               |
| 1994/95                                                            |        |        |        | 8      |        |     | Derde Klasse A                            | 33                                        |                                                                                           | 5R               |
| 1995/96                                                            |        |        |        | 10     |        |     | Derde Klasse B                            | 38                                        | Invoering driepuntensysteem.                                                              | 4R               |
| 1996/97                                                            |        |        |        | 3      |        |     | Derde Klasse B                            | 49                                        |                                                                                           | 5R               |
| 1997/98                                                            |        |        |        | 5      |        |     | Derde Klasse B                            | 56                                        |                                                                                           | 4R               |
| 1998/99                                                            |        |        |        | 6      |        |     | Derde Klasse B                            | 49                                        |                                                                                           | 3R               |
| 1999/00                                                            |        |        |        | 3      |        |     | Derde Klasse A                            | 47                                        | Verlies in eindronde tegen R. Francs Borains met 0-1 en 1-0.                              | 4R               |
| 2000/01                                                            |        |        |        | 14     |        |     | Derde Klasse A                            | 30                                        | behoud na winst in eindronde tegen Seraing RUL 1-2 en SK Gullegem 2-0.                    | 3R               |
| 2001/02                                                            |        |        |        | 11     |        |     | Derde Klasse B                            | 33                                        |                                                                                           | 3R               |
| 2002/03                                                            |        |        |        | 6      |        |     | Derde Klasse B                            | 42                                        |                                                                                           | 5R               |
| 2003/04                                                            |        |        |        | 9      |        |     | Derde Klasse A                            | 39                                        |                                                                                           | 4R               |
| 2004/05                                                            |        |        |        | 12     |        |     | Derde Klasse A                            | 34                                        |                                                                                           | 4R               |
| 2005/06                                                            |        |        |        | 12     |        |     | Derde Klasse A                            | 35                                        |                                                                                           | 1/16             |
| 2006/07                                                            |        |        |        | 12     |        |     | Derde Klasse A                            | 34                                        |                                                                                           | 3R               |
| 2007/08                                                            |        |        |        | 5      |        |     | Derde Klasse A                            | 50                                        | Verlies in eindronde tegen CS Visé 0-0 (pen. 5-6).                                        | 3R               |
| 2008/09                                                            |        |        |        | 4      |        |     | Derde Klasse B                            | 51                                        | Verlies in de voorronde van de eindronde tegen URS du Centre met 1-1 en 3-1.              | 1/4              |
| 2009/10                                                            |        |        |        | 18     |        |     | Derde Klasse A                            | 37                                        |                                                                                           | 4R               |
| 2010/11                                                            |        |        |        |        | 1      |     | Vierde Klasse B                           | 68                                        |                                                                                           | 5R               |
| 2011/12                                                            |        |        |        | 8      |        |     | Derde Klasse B                            | 51                                        |                                                                                           | 1/16             |
| 2012/13                                                            |        |        |        | 2      |        |     | Derde Klasse A                            | 64                                        | Verlies in de finale van eindronde tegen Geel-Meerhout (3-0 en 1-1)                       | 4R               |
| 2013/14                                                            |        |        |        | 1      |        |     | Derde Klasse A                            | 74                                        |                                                                                           | 5R               |
| 2014/15                                                            |        |        | 17     |        |        |     | Tweede Klasse                             | 19                                        |                                                                                           | 1/8              |
| 2015/16                                                            |        |        |        | 18     |        |     | Derde Klasse A                            | 22                                        |                                                                                           | 4R               |
|                                                                    | 1A     | 1B     | 1Nat   | 2Afd   | 3Afd   | P.I |                                           |                                           | Vanaf 2016-17 zijn er 3 nationale en 2 regionale niveaus                                  | Beker            |
| 2016/17                                                            |        |        |        |        | 16     |     | Derde kl. ama. VV B                       | 13                                        |                                                                                           | 1R               |
| 2017/18                                                            |        |        |        |        |        | 3   | 1ste Prov. Antw                           | 55                                        | Promotie na winst in de interprovincialefinale tegen KSV Oostkamp 3-3 (pen. 3-5)          | 2R               |
| 2018/19                                                            |        |        |        |        | 16     |     | Derde kl. ama. VV B                       | 27                                        |                                                                                           | 3R               |
| 2019/20                                                            |        |        |        |        |        | 2   | 1ste prov. Antw.                          | 55                                        | Competitie vroegtijdig stopgezet wegens uitbraak van de COVID-19-pandemie.                | 2R               |
| 2020/21                                                            |        |        |        |        | 9      |     | Derde afdeling VV B                       | 6                                         | Competitie geannuleerd door COVID-19-pandemie.                                            | 3R               |
| 2021/22                                                            |        |        |        |        | 1      |     | Derde afdeling VV B                       | 59                                        |                                                                                           | 3R               |
| 2022/23                                                            |        |        |        | 10     |        |     | Tweede afdeling VV B                      | 47                                        |                                                                                           | 5R               |
| 2023/24                                                            |        |        |        | 5      |        |     | Tweede afdeling VV B                      | 55                                        |                                                                                           | 6R               |
| 2024/25                                                            |        |        |        | 6      |        |     | Tweede afdeling VV B                      | 46                                        |                                                                                           | 5R               |
| 2025/26                                                            |        |        |        |        |        |     | Tweede afdeling VV B                      |                                           |                                                                                           |                  |

## Persoonlijkheden

### Bekende ex-spelers
- Jan Van Der Auwera, ex-Rode Duivel
- Oscar Vankesbeeck
- Jan Diddens, ex-Rode Duivel
- Jan Van Cant, ex-Rode Duivel
- Hakim Bouchouari
- Kris Mampaey
- Luc Leys
- Rik De Saedeleer
- Jozef Mannaerts, ex-Rode Duivel
- Michaël Clepkens

- Ben Wijnstekers
- Henk Vos
- Joop Lankhaar
- Hans Posthumus

- Heinz Schönberger
- Hans Schöning

- Harald Sunde
- Odd Iversen

- Andrej Kvašňák

- Waldemar Prusik

### Voorzitters
- 1904-05: Antoine Van Hoey
- 1905-09: Oscar Vankesbeeck
- 1909-10: Eduard Mees
- 1910-11: Oscar Vankesbeeck
- 1911-15: Georges Verhuyck
- 1915-19: Victor Deroy & Georges Verhuyck
- 1919-43: Oscar Vankesbeeck
- 1943-45: Geen uit eerbied voor Vankesbeeck.
- 1945-65: Jan Dogaer
- 1966-78: Jozef Gilis
- 1978-88: Frans Meulemans

- 1988-88: Waarnemend Louis Wouters
- 1988-00: Alfons Rooms
- 2000-04: Notaris Marcel Leemans
- 2004-06: Joël Hendrickx
- 2006-07: Waarnemend Edmond Phlips
- 2007-09: Edmond Phlips
- 2009-10: Geen uit eerbied voor Phlips
- 2010-13: Frank Dietens
- 2013-16: Martin Jeurissen
- 2016-19: Koen Van Exem
- 2019-..: François De Keersmaecker

#### Voorzitters en hun dienstjaren
| Nat.            | Naam                     | Periode                   | Jaren | Nr. |
| --------------- | ------------------------ | ------------------------- | ----- | --- |
| Vlag van België | Oscar Vankesbeeck        | 1905-09, 1910-11, 1919-43 | 29    | 1   |
| Vlag van België | Jan Dogaer               | 1945-65                   | 20    | 2   |
| Vlag van België | Jef Gilis                | 1966-78                   | 12    | 3   |
| Vlag van België | Alfons Rooms             | 1988-00                   | 12    |     |
| Vlag van België | Frans Meulemans          | 1978-88                   | 10    | 4   |
| Vlag van België | Georges Verhuyck         | 1911-19                   | 8     | 5   |
| Vlag van België | Victor Deroy             | 1915-19                   | 4     | 6   |
| Vlag van België | Marcel Leemans, Notaris  | 2000-04                   | 4     |     |
| Vlag van België | François De Keersmaecker | 2019-..                   | 4     |     |
| Vlag van België | Edmond Phlips            | 2007-09                   | 3     | 7   |
| Vlag van België | Frank Dietens            | 2010-13                   | 3     |     |
| Vlag van België | Martin Jeurissen         | 2013-16                   | 3     |     |
| Vlag van België | Koen Van Exem            | 2016-19                   | 3     |     |
| Vlag van België | Joël Hendrickx           | 2004-06                   | 2     | 8   |
| Vlag van België | Antoine Hoey             | 1904-05                   | 1     | 9   |
| Vlag van België | Eduard Mees              | 1909-10                   | 1     |     |

### Trainers
- 1919-56:  Jan Dogaer
- 1956-57:  Richard Gedopt
- 1957-58:  Janos Pintye
- 1958-58:  Guillaume Placklé
- 1958-61:  Marcel Bruyninckx
- 1961-62:  Albert Herremans
- 1962-63:  Marius Mondele
- 1963-64:  Gérard Engelen
- 1964-65:  Jean Hamers
- 1965-68:  Rik Van Herp
- 1968-68:  Jos De Winne
- 1968-68:  Emile Deghislage
- 1968-72:  Rik Matthys
- 1972-72:  Olivér Gáspár
- 1972-76:  Ernst Künnecke
- 1976-77:  Bob Maertens
- 1977-81:  Raoul Peeters
- 1981-83:  Jean-Pierre Borremans
- 1983-85:  Albert Bers
- 1985-86:  Wlodek Lubanski
- 1986-89:  Rik Pauwels
- 1989-90:  Raoul Peeters
- 1990-91:  Guy Mangelschots
- 1991-92:  Albert Van Marcke

- 1992-93:  Jan Ceuleers/ Piet Demol
- 1992-93:  Piet Demol
- 1993-94:  Piet Demol/ Rik Pauwels
- 1994-97:  Albert Van Marcke
- 1998-98:  Marc Huysmans
- 1998-98:  Albert Van Marcke
- 1998-98:  Davit Kipiani/ Albert Van Marcke
- 1999-01:  Patrick Hantson
- 2001-03:  Marc Ghys
- 2003-04:  Marc Ghys/ Joël Crahay
- 2004-05:  Joël Crahay/ Patrick Asselman
- 2005-06:  Patrick Asselman/ Colin Andrews
- 2006-07:  Colin Andrews
- 2007-09:  Regi Van Acker
- 2009-10:  Regi Van Acker/ Luc Leys/ Danny Hoekman/ Marc Ghys
- 2010-11:  Raoul Peeters
- 2011-12:  Marc Ghys/ Sadio Ba
- 2012-15:  Thierry Pister
- 2015-15:  Marc Ghys
- 2015-16:  Jean-Louis Meynaert
- 2016-17:  Mario Michiels
- 2017-18:  James Van Vaerenbergh
- 2018-19:  Chris Andries
- 2019-22:  Dave De Herdt
- 2022-..:  Greg Vanderidt

#### Trainers en hun dienstjaren
| Nat.               | Naam                  | Periode                   | Jaren | Nr. |
| ------------------ | --------------------- | ------------------------- | ----- | --- |
| Vlag van België    | Jan Dogaer            | 1919-56                   | 37    | 1   |
| Vlag van België    | Raoul Peeters         | 1977-81, 1989-90, 2010-11 | 6     | 2   |
| Vlag van België    | Albert Van Marcke     | 1991-92, 1994-97, 1998    | 5     | 3   |
| Vlag van België    | Rik Mattyhs           | 1968-72                   | 4     | 4   |
| Vlag van Duitsland | Ernst Künnecke        | 1972-76                   | 4     |     |
| Vlag van België    | Marc Ghys             | 2001-03, 2011, 2015       | 4     |     |
| Vlag van België    | Marcel Bruynninckx    | 1958-61                   | 3     | 5   |
| Vlag van België    | Rik Van Herp          | 1965-68                   | 3     |     |
| Vlag van België    | Rik Pauwels           | 1986-89, 1994?            | 3     |     |
| Vlag van België    | Thierry Pister        | 2012-15                   | 3     |     |
| Vlag van België    | Dave De Herdt         | 2019-22                   | 3     |     |
| Vlag van België    | Jean-Pierre Borremans | 1981-83                   | 2     | 6   |
| Vlag van België    | Albert Bres           | 1983-85                   | 2     |     |
| Vlag van België    | Piet Demol            | 1992-93, 1993?            | 2     |     |
| Vlag van België    | Patrick Hantson       | 1999-01                   | 2     |     |
| Vlag van België    | Regi Van Acker        | 2007-09, 2010?            | 2     |     |
| Vlag van België    | Jean-Louis Meynaert   | 2015-16                   | 1     | 7   |
| Vlag van België    | Mario Michiels        | 2016-17                   | 1     |     |
| Vlag van België    | James Van Vaerenbergh | 2017-18                   | 1     |     |
| Vlag van België    | Chris Andries         | 2018-19                   | 1     |     |

2009/10 · 2010/11 · 2011/12 · 2012/13 · 2013/14 · 2014/15